# Shaman (chanteur)
Pour les articles homonymes, voir Shaman.
Shaman, né Iaroslav Iourievitch Dronov (Яросла́в Ю́рьевич Дро́нов) le 22 novembre 1991 à Novomoskovsk dans l'oblast de Toula en Union soviétique, est un auteur-compositeur-interprète russe.
En 2013, Dronov a participé à  Factor A (Фактор А), la version russe de l'émission Nouvelle Star, et en 2014, il a participé à Golos (Голос), la version russe de l'émission The Voice : La Plus Belle Voix. En 2020, Dronov prend le nom de scène de Shaman. Il a gagné en popularité en 2022 dans le contexte de l'invasion de l'Ukraine par la Russie, en interprétant les chansons Vstanem (Встанем, litt. « Debout ! »), Ia rousskij (Я русский, litt. « Je suis russe ») et d'autres compositions sur des thèmes patriotiques. Sa discographie compte plus de 30 singles.
Considéré comme l'un des chanteurs russes les plus populaires après Oleg Gazmanov, Shaman a également essuyé de nombreuses critiques, particulièrement en Occident, pour ses positions jugées trop proches du Kremlin dans sa propagande de guerre ou encore pour sa tendance à utiliser une esthétique extrémiste voire nazie. Il fait l'objet de sanctions de la part de la Lettonie, de l'Ukraine et du Canada.

## Biographie
À l'âge de quatre ans, ses parents le confient au groupe vocal et pop local pour enfants Assorti (Ассорти). Il a suivi trois formations musicales : il est d'abord diplômé d'une école de musique dans la classe « musique traditionnelle », puis du collège musical de Novomoskovsk (ru) M. I. Glinka (spécialité « chef de chœur folklorique »),. À l'âge de 15 ans, il commence à se produire dans un restaurant local.
Après avoir déménagé à Moscou, il est diplômé de l'Académie russe de musique Gnessine en 2016, où il entre pour la deuxième fois (faculté de chant pop et jazz). Dronov a soutenu sa thèse sur « Quelques caractéristiques d'une publicité réussie pour une œuvre musicale et son influence sur le processus d'interprétation d'un chanteur pop-jazz » (Некоторые особенности успешной рекламы музыкального произведения и её влияние на процесс исполнения эстрадно-джазового певца). En novembre 2023, la communauté en ligne Dissernet (ru) a découvert que plus de la moitié de la thèse de Shaman était issue d'emprunts aux articles Wikipédia « Musique populaire », « Pop (musique) » et « Ingénieur du son ». Cependant, l'Académie russe de musique Gnessin a déclaré que la thèse de Iaroslav Dronov avait fait l'objet d'un contrôle anti-plagiat et que l'originalité du texte était d'au moins 60 %, ce qui a permis à Dronov d'être admis à la soutenance de son travail de qualification finale, pour lequel il a reçu la mention « excellent ».

### Activités sous le nom de scène «Shaman»
Depuis 2020, Yaroslav Dronov se produit sous le nom de scène Shaman. Selon lui, ce pseudonyme lui a été donné par son public et parce qu'il voulait lui-même « séparer la vie scénique de la vie réelle ». À la même époque, il commence à porter des dreadlocks. Selon lui, il s'agit d'un code esthétique qui attire l'œil et lui permet d'être immédiatement identifiable. En septembre 2021, Dronov supprime toutes les publications de son compte Instagram, et demande également la suppression de certaines vidéos où il figurait sur Internet. Il écrit les paroles et la musique de ses chansons de manière indépendante. Ses chansons entremêlent des motifs musicaux modernes avec des éléments de chant ethnique.
À l'automne 2021, sa chanson Ouletaï (Улетай, litt. « Envol ») devient populaire sur Internet, en particulier sur TikTok (les paroles sont les siennes, et le refrain est celui du chœur des polovtsiens de l'opéra Le Prince Igor du compositeur Alexandre Borodine,). Le musicien a rapidement commencé à collaborer avec le producteur Viktor Drobych,. Drobych promeut le travail de Shaman et distribue ses chansons, tandis que Iaroslav Dronov écrit des chansons et produit ses propres œuvres. À l'avenir, les compositions du chanteur Teriaïem my lioubov (Теряем мы любовь, litt. « L'amour se perd »), Ty moïa (Ты моя, litt. « Tu es à moi »), et Do samogo neba (До самого неба, litt. « Jusqu'au firmament ») atteignent le sommet des classements musicaux,.

### Depuis l'invasion russe de l'Ukraine
Le 23 février 2022 soit la veille de l'invasion russe de l'Ukraine, l'artiste sort le single Vstanem (Встанем, litt. « Debout ! »). La chanson est dédiée à la mémoire des héros de la Grande Guerre patriotique. Le 26 juin 2022, la composition Vstanem est jouée dans son intégralité au journal télévisé du réseau VGTRK, ce qui était jusque là inédit pour ce journal télévisé. En décembre 2023, le vidéoclip de la chanson a accumulé plus de 56 millions de vues sur YouTube.
Le 22 juillet 2022, Shaman publie le clip de la chanson Ia rousskij (Я русский, litt. « Je suis russe »), qui recueille un million de vues sur YouTube dans les premières 24 heures et plus de 43 millions de vues en novembre 2023,. Le 30 août 2022, une parodie de la chanson et de la vidéo, Ia ouzkij (Я узкий, litt. « Je suis étriqué »), est publiée par Alexandre Goudkov. Le 4 novembre, à l'occasion du Jour de l'Unité nationale, une action nationale a eu lieu, au cours de laquelle plus de 10 000 artistes ont interprété la chanson Ia rousskij et ont posté des vidéos sur les réseaux sociaux, dont certaines ont été incluses dans le clip vidéo général avec l'interprétation de la chanson.
Après que le musicien a refusé le voyage proposé par l'homme d'affaires et musicien Vladimir Kiselev (ru) dans le Donbass à l'été 2022, ses chansons disparaissent des ondes de la radio russe et sa participation aux Prix de la musique russe RU.TV est annulée. En septembre 2022, le musicien annonce le lancement de son propre label de production appelé « Shaman », ajoutant que sa coopération avec Viktor Drobych a pris fin en raison de l'expiration de son contrat,.

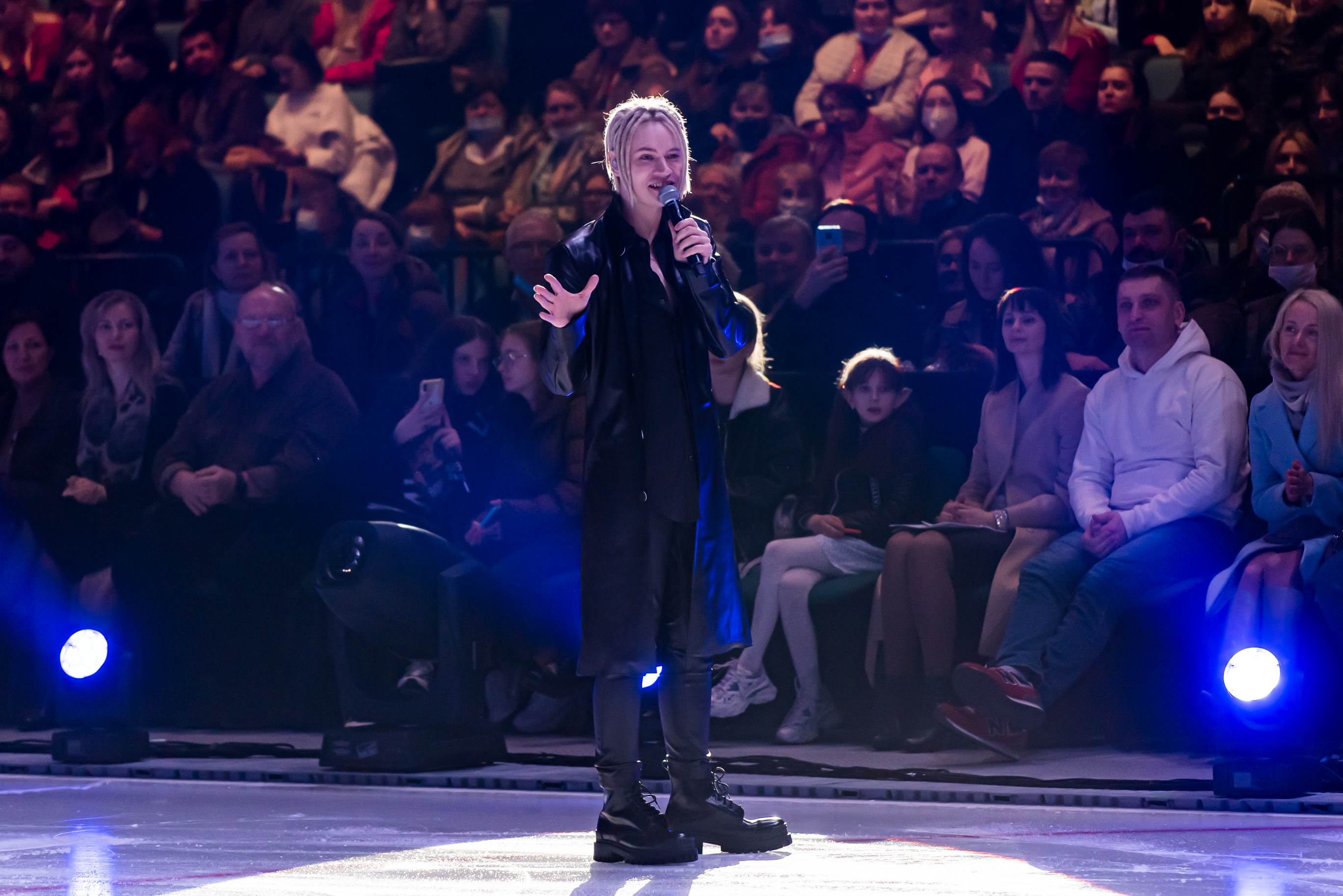
Shaman lors d'un concert en avril 2022.

Le 14 octobre 2022, il sort la chanson Vyzov (Вызов, litt. « Le Défi »), qui devient la bande originale de l'émission de télévision TNT du même nom.
Selon un sondage VTsIOM, Shaman est devenu le deuxième chanteur le plus populaire de Russie en 2022, après Oleg Gazmanov. En 2023, selon le sondage, Shaman sera le chanteur le plus populaire du pays, dépassant Oleg Gazmanov, les sociologues notant que le cœur du public de Shaman est composé de personnes âgées, de femmes et de résidents de l'Oural et de l'Extrême-Orient russe,. Lors du IXe forum culturel international de Saint-Pétersbourg, le réalisateur Nikita Mikhalkov a fait l'éloge du travail du chanteur.
Le 26 janvier 2023, Shaman sort la chanson Ispoved (Исповедь, litt. « Confession »), qui, selon lui, est un « dialogue avec Dieu ». Dans le clip vidéo, le musicien coupe ses dreadlocks. Dans les premières 24 heures, le clip de la chanson a été visionné plus d'un million de fois sur YouTube. Le clip suivant, Moïa Rossia (Моя Россия, litt. « Ma Russie »), sorti le 23 février 2023, a également recueilli un million de vues sur YouTube dans les premières 24 heures. Le clip a été filmé à Novomoskovsk, son lieu de naissance. Outre le chanteur lui-même, on y voit ses parents et ses grands-parents.
Le 12 avril 2023, Shaman sort la chanson My (Мы, litt. « Nous ») accompagnée d'un premier clip. Le deuxième clip est sorti le 20 avril, jour de l'anniversaire d'Adolf Hitler. Un certain nombre de critiques ont noté que l'esthétique du clip vidéo rappelait l'esthétique nazie : l'image de Shaman ressemble à un jeune garçon nazi du film Cabaret (1972) de Bob Fosse, le chanteur portait une veste en cuir avec un brassard du drapeau russe sur l'épaule gauche, et agitait son bras gauche au niveau de la poitrine,.
Le 20 juillet 2023, Shaman sort la chanson Moï boï (Мой бой, litt. « Mon combat »), dont le titre est traduit dans les sous-titres allemands de la vidéo YouTube par « Mein Kampf »,.
En janvier-février 2023, le musicien donne une série de concerts dans les territoires ukrainiens annexés par la Russie : à Lougansk, Marioupol et Guenitchesk. Le musicien se produit aussi régulièrement lors de concerts pro-Kremlin,,, d'événements de propagande en faveur de la guerre russo-ukrainienne et de concerts « patriotiques ». Dronov a également joué pour les participants à l'attaque contre l'Ukraine qui ont été traités à l'hôpital de Podolsk.
Le 24 mars 2024 est sorti le single Requiem 22.03.24 (Реквием 22.03.24), pour commémorer l'attentat du Crocus City Hall. La chanson a été écrite en une journée. Le clip de la chanson a été visionné plus de 4 millions de fois sur YouTube en une journée.

## Vie privée
De 2012 à 2016, Yaroslav est marié à Marina Roschoupkina, une professeure de chant qu'il a rencontrée dans sa ville natale de Novomoskovsk. Ils ont une fille nommée Varvara, née en 2014, qui vit avec sa mère.
Dès 2017, il est marié à Elena Martynova. Depuis 2012, Martynova travaille au département des relations publiques d'USM Holdings d'Alicher Ousmanov ; depuis 2018, elle est directrice générale adjointe pour la communication stratégique et la promotion de la marque chez MegaFon. Peu avant son mariage avec Dronov, Elena a divorcé de son premier mari Alexandre Tsypkine et prévoyait de déménager à Los Angeles, mais elle a « rencontré l'amour » avant de partir. Martynova devient responsable de l'image scénique de son mari, accompagne le chanteur aux réunions de travail dans les holdings médiatiques et à la radio. Elena a 14 ans de plus que son mari,. Le couple divorce en 2024.
En 2025, Shaman indique avoir une nouvelle compagne, Ekaterina Mizoulina, cheffe de la Safe Internet League (ru), dont la mère est la femme politique Elena Mizoulina.

## Critiques
Le critique musical Evgueni Babitchev écrit que Dronov a « une image individuelle, une manière, des chatoiements vocaux que l'on trouve rarement chez les jeunes artistes. C'est peut-être la voix d'une nouvelle génération ». Le critique note que Dronov mène une « ligne patriotique », qui est généralement caractéristique de chanteurs comme Oleg Gazmanov et Grigory Leps auprès d'un public de plus de 50 ans, mais qui est ici orientée vers la jeunesse.
La critique musicale Ekaterina Kretova note que Shaman possède de bonnes qualités de compositeur et de chanteur. Elle le qualifie de phénomène de culture pop et la considère comme l'une des meilleures du genre.
Les critiques musicaux Oleg Karmounine et Denys Boyarinov estiment que les paroles de Shaman sont abstraites et ne contiennent pas de propagande directe de guerre contre l'Ukraine, mais Boyarinov a noté que ces éléments sont a contrario présents dans ses clips. En même temps, Boyarinov pense que Shaman n'est pas un « projet du Kremlin » malgré sa coopération avec les autorités, car, selon lui, les autorités ne sont pas capables de faire efficacement de la propagande musicale, ce qui empêcherait le chanteur de gagner en popularité. Selon Karmounine, Dronov essaie de prendre ses distances avec l'aspect politique de la guerre russo-ukrainienne dans ses chansons et ses interviews, mais « il est devenu un peu l'otage de son image patriotique » et, selon le critique, « il a un peu joué le jeu de cette histoire ».
L'ethno-musicologue Ekaterina Romanova estime que la chanson Ia rousskij (Я русский, litt. « Je suis russe ») présente des points communs avec It's My Life de Bon Jovi. Cette chanson fait désormais partie de l'éducation patriotique en Russie et est parfois chantée dans les salles de classe. Pour cela, la consigne est de lever le poing droit en l'air. Yelena Afanassieva, membre du Conseil de la Fédération russe, a demandé que la chanson soit examinée en raison de soupçons d'extrémisme. Il a également été reproché à Dronov que la chanson incitait à la « haine ethnique ».

## Positionnement politique et sanctions
En 2023, il devient un soutien du président russe Vladimir Poutine pour l'élection présidentielle de 2024.
Le 17 mars 2023, dans le contexte de l'invasion de l'Ukraine par la Russie, le ministère letton des Affaires étrangères impose des sanctions à Iaroslav Dronov, lui interdisant d'entrer dans le pays à l'instar d'autres personnalités culturelles russes qui ont soutenu la guerre en Ukraine.
Le 20 juillet 2023, Dronov a été placé sur la liste des sanctions du Canada contre « les personnes qui utilisent leur art pour promouvoir l'invasion de l'Ukraine par la Russie ».
Il est inclus dans la Liste des personnes qui constituent une menace pour la sécurité nationale de l'Ukraine (uk).
Auparavant, Dronov avait été placé sur la liste des corrompus et des bellicistes par la Fondation anticorruption pour avoir activement soutenu les actions des autorités russes lors de l'agression contre l'Ukraine.

## Discographie

### Album
| Titre                                                              | Détails                                                                            |
| ------------------------------------------------------------------ | ---------------------------------------------------------------------------------- |
| Sdelano v Rossii (Сделано в России) (litt. « Fabriqué en Russie ») | - Sortie : 9 septembre 2023 - Label : Shaman - Format : CD, Distribution numérique |

### Singles
| Année | Date          | Titre                                                  | Album              | Label                                                                      |
| ----- | ------------- | ------------------------------------------------------ | ------------------ | -------------------------------------------------------------------------- |
| 2020  | 13 août       | Луна                                                   | Singles hors album | Atlantic Records Russia                                                    |
| 2020  | 17 septembre  | Лёд                                                    | Singles hors album | Atlantic Records Russia                                                    |
| 2020  | 15 octobre    | Если тебя нет                                          | Singles hors album | Atlantic Records Russia                                                    |
| 2020  | 12 novembre   | Вспоминай меня                                         | Singles hors album | Atlantic Records Russia                                                    |
| 2020  | 10 décembre   | В невесомости                                          | Singles hors album | Atlantic Records Russia                                                    |
| 2021  | 15 février    | Самая                                                  | Singles hors album | Atlantic Records Russia                                                    |
| 2021  | 15 mars       | Родная                                                 | Сделано в России   | Atlantic Records Russia                                                    |
| 2021  | 26 avril      | Девочка — весна                                        | Singles hors album | Atlantic Records Russia                                                    |
| 2021  | 24 mai        | Огонь                                                  | Singles hors album | Atlantic Records Russia                                                    |
| 2021  | 21 juin       | Молодость                                              | Singles hors album | Atlantic Records Russia                                                    |
| 2021  | 19 juillet    | Таяли                                                  | Singles hors album | Atlantic Records Russia                                                    |
| 2021  | 23 août       | Улетай                                                 | Сделано в России   | Atlantic Records Russia                                                    |
| 2021  | 28 septrembre | Мокрый дождь                                           | Singles hors album | Atlantic Records Russia                                                    |
| 2021  | 29 novembre   | Разлука-любовь (удалён)                                | Singles hors album | Atlantic Records Russia                                                    |
| 2022  | 24 janvier    | Теряем мы любовь                                       | Сделано в России   | Zvonko Digital (jusqu'en septembre 2022), pb Shaman (après septembre 2022) |
| 2022  | 23 février    | Встанем                                                | Сделано в России   | Zvonko Digital (jusqu'en septembre 2022), pb Shaman (après septembre 2022) |
| 2022  | 14 avril      | Ты моя                                                 | Сделано в России   | Zvonko Digital (jusqu'en septembre 2022), pb Shaman (après septembre 2022) |
| 2022  | 24 mai        | До самого неба                                         | Сделано в России   | Zvonko Digital (jusqu'en septembre 2022), pb Shaman (après septembre 2022) |
| 2022  | 22 juillet    | Я русский                                              | Сделано в России   | Zvonko Digital (jusqu'en septembre 2022), pb Shaman (après septembre 2022) |
| 2022  | 14 octobre    | Вызов (bande originale de l'émission Vyzov sur TNT)    | Singles hors album | Shaman                                                                     |
| 2022  | 10 novembre   | Вороны мои,                                            | Singles hors album | Shaman                                                                     |
| 2022  | 12 décemre    | Гимн России (reprise de l'Hymne national de la Russie) | Сделано в России   | Shaman                                                                     |
| 2023  | 26 janvier    | Исповедь                                               | Сделано в России   | Shaman                                                                     |
| 2023  | 23 février    | Моя Россия                                             | Сделано в России   | Shaman                                                                     |
| 2023  | mars          | Самый русский хит                                      | Сделано в России   | Igor Matvienko (ru)                                                        |
| 2023  | 20 avril      | Мы                                                     | Сделано в России   | Shaman                                                                     |
| 2023  | mai           | Мёд                                                    | Сделано в России   | Shaman                                                                     |
| 2023  | 20 juillet    | Мой бой                                                | Сделано в России   | Shaman                                                                     |
| 2023  | 9 septembre   | Родная (новая версия)                                  | Сделано в России   | Shaman                                                                     |
| 2023  | 9 septembre   | За тобой                                               | Сделано в России   | Shaman                                                                     |
| 2023  | 9 septembre   | Грешная любовь                                         | Сделано в России   | Shaman                                                                     |
| 2023  | 9 septembre   | Да                                                     | Сделано в России   | Shaman                                                                     |
| 2023  | 9 septembre   | Спасибо                                                | Сделано в России   | Shaman                                                                     |
| 2023  | 9 septembre   | Дай жару                                               | Сделано в России   | Shaman                                                                     |
| 2023  | 9 septembre   | Сердце плачет и болит                                  | Сделано в России   | Shaman                                                                     |
| 2024  | 18 janvier    | Живой                                                  | Singles hors album | Shaman                                                                     |
| 2024  | 7 mars        | Мама                                                   |                    | Shaman                                                                     |
| 2024  | 24 mars       | Реквием 22.03.24                                       |                    | Shaman                                                                     |